# San Giacomo-passet
Passo di San Giacomo är ett bergspass i Schweiz.   Det ligger i kantonen Ticino, i den sydöstra delen av landet, 90 km sydost om huvudstaden Bern. Passo di San Giacomo ligger 2 313 meter över havet.
Terrängen runt Passo di San Giacomo är huvudsakligen bergig, men österut är den kuperad. Runt Passo di San Giacomo är det mycket glesbefolkat, med 3 invånare per kvadratkilometer.. Närmaste större samhälle är Cevio, 19,5 km sydost om Passo di San Giacomo. 
Trakten runt Passo di San Giacomo består i huvudsak av gräsmarker.